# Britische Staatsbürgerschaft

Reisepass des Vereinigten Königreichs

Die britische Staatsbürgerschaft (englisch British nationality bzw. British Citizenship) ist die Staatsbürgerschaft des Vereinigten Königreichs im engeren Sinne.
Basierend auf den Prinzipien des Common Law galt zunächst nur das Geburtsortsprinzip (ius soli). Jeder, der im Machtbereich des englischen Königs geboren war, wurde allein dadurch dessen Untertan (subject). Bis 1870 galt uneingeschränkt das Prinzip „Nemo potest exuere patriam“ („Niemand kann sich seines Vaterlandes entledigen“). Gesetzlich im positiven Rechtssinn der modernen Form wurde sie erst 1914 bzw. 1948 formuliert. Zuvor war britisches Staatsangehörigkeitsrecht vor 1914 primär als Ausländerrecht formuliert.
Seit der Vereinigung der Kronen von Schottland mit England und Wales sprach man vor allem von “British subjects” (Untertanen), die “British nationality” hatten. Der Ausdruck “citizenship” wurde erst nach der Gesetzesänderung 1948 gebräuchlicher. Hierin zeigt sich die konzeptionelle Änderung, weg von der feudalen Bindung (“allegiance”) zwischen Souverän und Untertan zu einem mehr individualisierten Konzept.
Bis heute erhalten blieb im Recht die Unterscheidung, ob die Staatsbürgerschaft durch Geburt (im Inland), Abstammung (“by descent”) oder Einbürgerung (“by naturalisation”) erworben wird.

## Historisches

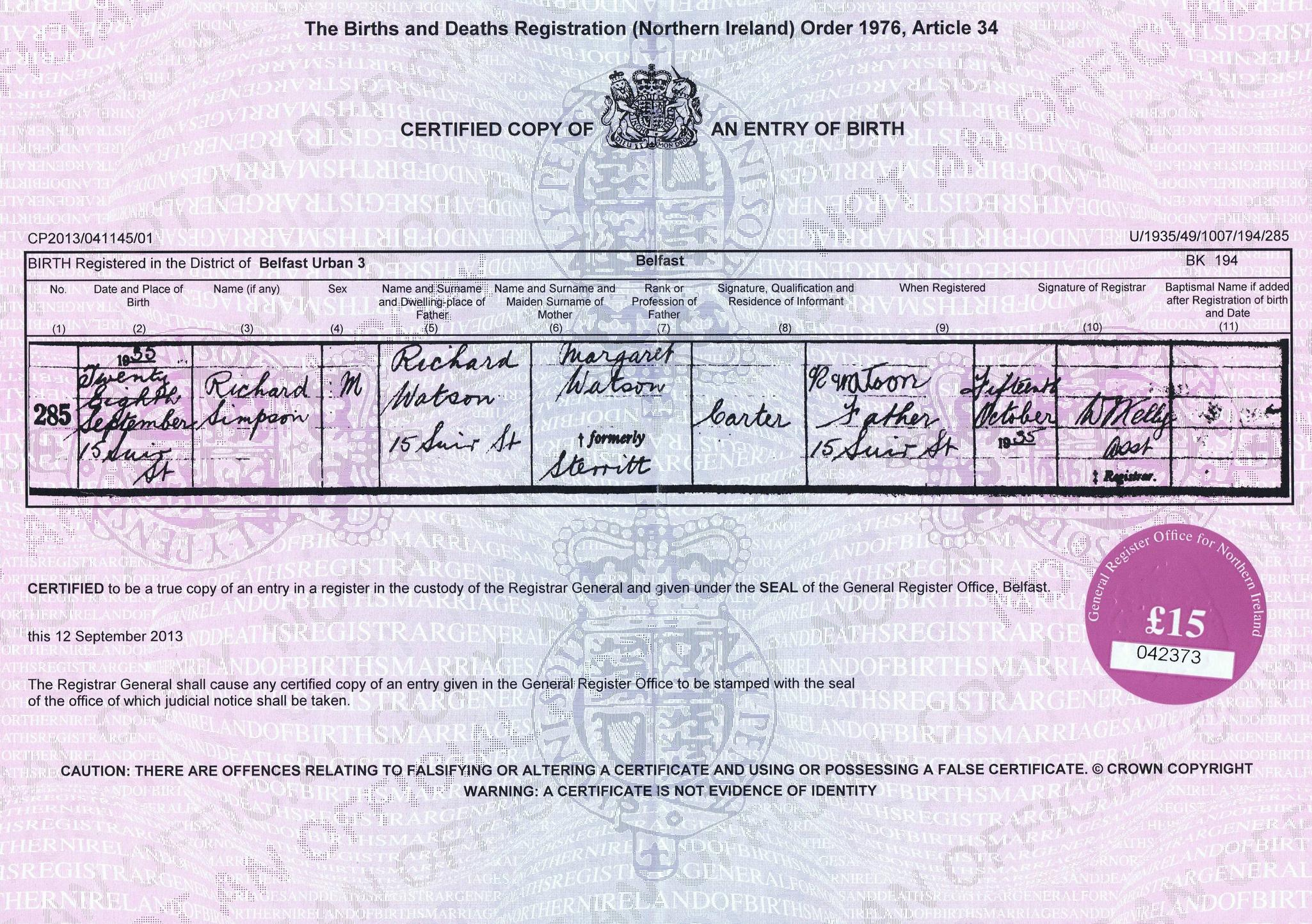
Aufgrund des herrschenden ius soli war eine Geburtsurkunde, die einen Geburtsort in Großbritannien bescheinigt, bis 2002 normalerweise ein ausreichender Nachweis britischer Staatsbürgerschaft.

Im Mittelalter war das Common-Law-Prinzip des absoluten ius soli sinnvoll. Mit zunehmenden Auslandskontakt, sei es durch Feldzüge oder Kaufleute, traten öfter Schwierigkeiten auf, da Nicht-Untertanen beim Eigentums- und Erbrecht rechtlos waren. So fiel der Grundbesitz eines Ausländers im Todesfall an die Krone.
Gemäß dem Common Law hatte die Heirat einer Ausländerin mit einem Briten vor 1844 keine Auswirkung auf ihre Staatsangehörigkeit, was z. B. bedeutete, dass sie ggf. keinen Anspruch auf das Witwen-Leibgedinge hatte.
Gesetze erließ man nur, um Sonderfälle zu regeln. Zuerst war dies die Feststellung, dass alle Kinder eines Königs britische Untertanen seien. Dies wurde bald ausgeweitet auf Kinder von Soldaten, die im Ausland geboren waren, während ihre Väter dort fochten. Grundlegend war das Urteil in Calvin's Case 1608: Die getroffene Entscheidung klärte, dass trotz ausschließlichem ius soli, Kinder ausländischer Diplomaten mangels “allegiance” nicht darunter fielen. Andrerseits galten auch in Schottland Geborene in England als Untertanen. Ebenso wenig wurden Kinder von Soldaten britische Untertanen, wenn sie als Kinder feindlicher Streitkräfte geboren wurden während diese einen Teil britischen Gebiets besetzt hatten.
Das volle Abstammungsprinzip (“by descent”) für im Ausland geborene Kinder britischer “natural born” Eltern führte man dann unter George II. ein.
Die britische Einbürgerungspraxis ist und war immer diskriminierend. Seit der Reformation schloss man 250 Jahre lang Katholiken aus. Verheiratete Frauen und uneheliche Kinder hatten bis 1948 resp. 1983 keine eigenständigen Ansprüche. Die Gesetze 1962 und 1981 waren absichtlich so formuliert um Farbige bzw. Chinesen vom Erwerb der Staatsbürgerschaft auszuschließen.
Wichtig ist und bleibt im ius soli das (of origin). Dieser Begriff ist mit „Hauptwohnsitz“ und „Lebensmittelpunkt“ nur unzureichend übersetzt. Es kann beide (gleichzeitig) abdecken, aber auch an zwei vollkommen verschiedenen Orten begründet sein.
Angesichts der rapiden Ausbreitung des Empire im Viktorianischen Zeitalter, stellte sich immer dringlicher die Frage, wieweit der “realm” denn nun ins Meer reiche. Schiffe galten immer als „schwimmende Inseln,“ die Teil des Staatsgebiets waren. Ausländern blieb Eigentum daran ausdrücklich verboten.
Denization, d. h. die seit dem Mittelalter übliche Verleihung gewisser Rechte (der Art civitas sine suffragio), die eine Person ausländischer Herkunft einem normalen Untertanen annähernd gleichstellte, so durfte er Land erwerben, erfolgte durch den König in Form eines Letters patent, für das normalerweise eine Gebühr erhoben wurde. Der Status eines Denizens wurde nicht an die Kinder vererbt. Ein Treueeid war zu schwören. Diese Form der beschränkten Einbürgerung wurde durch den Act of Settlment 1701 eingeschränkt, blieb jedoch in den Gesetzen bis 1914 vorgesehen, war aber schon seit 1844 kaum noch üblich. Die letzte Verleihung erfolgte 1873 an Lawrence Alma-Tadema.
Verschiedene Gesetze nach der Reformation schrieben, bis 1825, die Bindung auch von Eingebürgerten an die protestantische Staatskirche vor, schloss diese aber von der Mitgliedschaft im Parlament, Privy Council und jeder Vertrauensstellung im Staatsdienst. Die meisten Beschränkungen wurden 1844 aufgehoben, der Rest dann 1870.
In den amerikanischen Kolonien konnte nach 1740 eine Einbürgerung erfolgen, wenn man dort sieben Jahre ansässig gewesen war.
Im frühen 18. Jahrhundert wurde ein Mitspracherecht des Parlaments bei Einbürgerung eingeführt. Solche erfolgten nun in Form von “private acts.” Zugleich waren die geschilderten Verbote wörtlich im jeweiligen “letter patent” aufzunehmen. Nach 1825/44 kamen solche Einbürgerungen nur noch höchst selten vor. Der bisher letzte war der James Hugh Maxwell (Naturalization) Act, 1975.
Bis zum Act of Union 1707 war die Beziehung der Untertanen zum König eine rein feudale. Seitdem hatten die Untertanen der britischen, nun vereinigten Kronen offiziell den Status eines British Subjects. Dieses stellte sie unter den Schutz der Krone und erlaubte einen Aufenthalt im Vereinigten Königreich. Diese Form der Staatsangehörigkeit knüpfte nicht an Geburt oder Wohnsitz an.
Staatsangehörigkeitsrechtlich gehören die Isle of Man und die Kanalinseln zu Großbritannien, auch wenn deren Bewohner zusätzlich einen eigenen Status haben.
Juden
Nachdem Edward I. 1290 alle Juden des Landes verwiesen hatte, tolerierte man unter Oliver Cromwell ab 1657 deren Wiederkehr (“resettlement”). Das nur ein Jahr gültige Jew Bill 1753 gab ihnen erstmals Bürgerrechte. Diese erhielten sie erneut sukzessive nach 1829/32, bis der Reform Act 1867 allen männlichen Haushaltsvorständen das Wahlrecht verlieh.
Irland
Zur Zeit der strengen Anwendung der Penal Laws im 18. Jahrhundert, die Iren wegen ihrer Religion in Armut hielten, bildete sich das Verständnis heraus, dass ein „echter Ire“ katholisch sein müsse. Dem gegenüber standen die Bemühungen der anglo-irischen Besatzer, die das dubliner Parlament kontrollierten, Zuwanderung von Protestanten gesetzlich zu fördern.
Durch den Act of Union 1800 wurde ganz Irland integraler Teil der nun “United Kingdom and Ireland” genannten Monarchie, welche vier Kronen unter sich vereinte.
Internationale Ausstrahlung
Die erwähnte Untertanenpflicht hatte staatsangehörigkeitsrechtlich internationale Auswirkungen: während der langen weltweiten Kriegszeit vom amerikanischen Unabhängigkeitskrieg bis zum Ende der napoleonischen Kriege, warben alle Seiten, oft unter Zwang, auch ausländische Männer als Soldaten oder Matrosen ihrer Kriegsmarinen an (“impressment”).

In dieser Zeit, als es noch keine verbindlichen völkerrechtlichen Regelungen über die Behandlung von Kriegsgefangenen gab, wurde gefangen genommenen britischen Untertanen, die in fremden Heeren gedient hatten, unabhängig ob dies freiwillig geschehen war, oft wegen Hochverrats (“waging war against the king”) der Prozess gemacht, der in der Regel am Strang endete.
Um ihre Soldaten zu schützen, bürgerten deshalb immer mehr Staaten Männer die in ihre Armee eintraten automatisch ein. Derartige Regelungen finden sich bis heute in fast allen modernen Staatsangehörigkeitsgesetzen, nicht jedoch den britischen. In deren Armee dienten in beiden Weltkriegen Freiwillige aus Drittstaaten, darunter vor dem Kriegseintritt ihrer Heimat US-Amerikaner oder nach 1939 Bürger des geschlagenen Polen, aber auch noch im Falklandkrieg in Großbritannien wohnende Bürger der Kolonien. Ebenso betroffen sind die Gurkha-Söldner, die man mit der Begründung sie seien Ausländer um ihre vollen Pensionen betrügt.
Im Ersten Weltkrieg diente als Rechtsgrundlage für die Internierung tausender eingebürgerter deutscher Männer der theoretische Anspruch dieser bei Rückkehr ins Deutsche Reich schnell als Wiedereingebürgerte dienstpflichtig im Militär werden zu können.

### Aliens Act 1844
Der erste Aliens Act 1844 bestimmte, dass fürderhin Einbürgerungen vom Home Department zu bescheiden sind. Anträge (“memorial”) waren nach fünf Jahren Wohnsitz im Lande möglich. Darüber war ein Certificate of Naturalisation auszustellen, das automatisch eine eventuell vorhandene Ehefrau mit einschloss. Der Neubürger hatte innerhalb 60 Tagen einen Treueeid zu leisten. Viele Einschränkungen bei Bürgerrechten fielen weg.
Neu war auch die Regel, dass eine einheiratende Ausländerin automatisch die Staatsangehörigkeit des Mannes erhielt. Diese an sich entmündigende Regel war insofern Fortschritt, da nur inländische Witwen erbberechtigt waren. Hinsichtlich Kindern wurden keine Regelungen getroffen.
Der Aliens Act 1847 stellte klar, dass Einbürgerungen nach dem Gesetz von 1844 in allen Kolonien galt sowie auch alle Beschlüsse kolonialer Legislaturen hinsichtlich Einbürgerungen volle Gültigkeit hatten.

### Naturalisation Act 1870
Das wirklich neue in diesem Gesetz waren die Bestimmungen über Ehefrauen (und minderjährige Kinder), die Ausländer heirateten: Nun folgte die Staatsangehörigkeit der Ehefrau (und Kinder) der des Mannes. D. h. eine Britin, die einen Ausländer heiratete wurde selbst zu einer solchen. Besser gestellt wurden Witwen und ihre Kinder, die die britische Staatsangehörigkeit wieder annehmen konnten. Das Verwaltungsverfahren entsprach dem der Einbürgerung, mit Wohnsitzerfordernis von fünf Jahren innerhalb der letzten acht. Dann wurde ein certificate of re-admission ausgestellt.
Ausdrücklich aufgeführt sind Hinderungsgründe (“disabilities”) wegen derer keine Erklärungen in Staatsangehörigkeitssachen abgegeben werden konnten. Sie betrafen, in dieser Reihenfolge im Gesetzestext: Minderjährige, Irre, Idioten und verheiratete Frauen.
Eine weitere Neuerung war: Vorausgesetzt mit einem anderen Staat bestand ein Abkommen auf Gegenseitigkeit konnte ein Untertan seine Staatsbürgerschaft aufgeben (“declaration of alienage”), wenn er die des anderen Staates annahm.

Sollte er durch freiwillige Annahme einer fremden Staatsbürgerschaft (Einbürgerung) die britische verloren haben, so war es gestattet innerhalb von zwei Jahren zu erklären, Brite bleiben zu wollen. Hierfür musste ein Treueeid geleistet werden.
Wer ab Geburt Doppelstaatler war, durfte bei Erreichen der Volljährigkeit für eine der beiden Staatsangehörigkeiten optieren.
Für Einbürgerungen hatte der Antragsteller eine Petition an eine lokale Behörde (Polizei, Magistrate) zu richten.
Erforderlich waren, neben Sprachkenntnissen, fünf Jahre Aufenthalt innerhalb der letzten acht im Empire oder im Staatsdienst. Beizufügen waren ein Lebenslauf und beglaubigte Charakterreferenzen.
Gegen die Ermessensentscheidung des Ministeriums war bei Ablehnung kein Widerspruch möglich. Für Personen, deren Staatsangehörigkeit (noch) zweifelhaft war, konnten spezielle Urkunden ausgestellt werden. Ehemalige Briten, die diesen Status ab Geburt gehabt hatten, mussten bei gewünschter Wiedereinbürgerung ebenfalls dieses Verfahren durchlaufen.
Dem Souverän blieb weiterhin das Recht der Denization.
Änderung
- Naturalization Act, 1895[30]

## Staatsangehörigkeitsrecht im 20. Jahrhundert

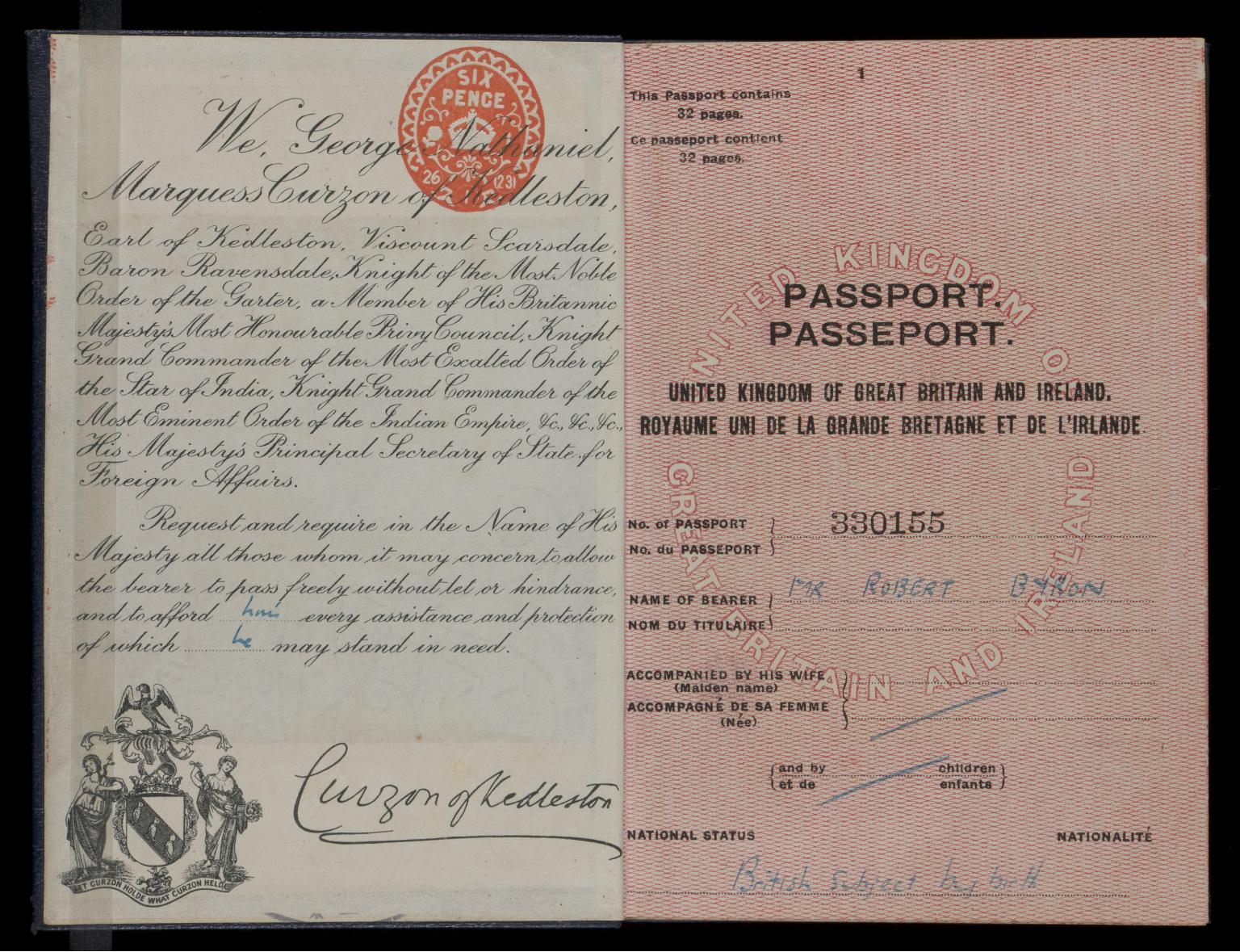
Ein britischer Reisepass ist für sich kein Nachweisinstrument der Staatsangehörigkeit, sie ist jedoch darin vermerkt, hier 1923: “British subject, by birth.”

Bereits 1901 begann man eine einheitliche Staatsbürgerschaft für das gesamte Empire zu diskutieren.

### Aliens Act 1905
Der Aliens Act 1905 führte erstmals formale Einreisekontrollen durch Grenzbeamte in Häfen ein. Er war als anti-semitische Maßnahme gerichtet gegen die zahlreich aus dem Baltikum fliehenden Juden, die sich vor allem als Hausierer verdingten. Einreise- und Einwanderungskontrollen unterlagen nur die Passagiere der III. Klasse (“steerage”), deren Ansiedlung man verhindern wollte.

### British Nationality and Status of Aliens Act 1914
Einheitlich für das ganze Empire definierte erst der British Nationality and Status of Aliens Act 1914 die Staatsangehörigkeit für “British Crown Dominions” mit einem “common status-” Im Gegensatz zu den vorausgegangenen Teilregelungen der Aliens Acts und des Naturalisation Acts handelt es sich um die erste umfassende Kodifikation des Staatsangehörigkeitsrechts.
Gliederung
1. § 1: Natural-born British Subjects
2. §§ 2–9: Naturalization of Aliens. (Dieser Abschnitt musste von den Dominions ausdrücklich ins lokale Recht übernommen werden.)
3. §§ 10–26: General
4. Schedules (Anhänge): List of Dominions, Oath of Allegiance, Enactments repealed

Erwerb und Verlust
In § 1 wurde die bisherige gewohnheitsrechtliche Praxis festgeschrieben, wer britischer Untertan sei: “Any person born within His Majesty’s dominions and allegiance.” Es blieb dabei, dass der Status eines eingebürgerten “british subjects” – im Gegensatz zu den Gebürtigen – widerrufen werden konnte.
Die Vererbung der Staatsangehörigkeit durch Abstammung bei Auslandsgeburt (“by descent”) erfolgte in der ersten Generation automatisch, aber nur über den Vater. Ab der zweiten Generation war Anmeldung bei der zuständigen Auslandsvertretung nötig. Weiterhin war bei Erreichen der Volljährigkeit, damals 21, eine Beibehaltungserklärung abzugeben.
Neu war, als automatischer Verlustgrund die freiwillige Annahme einer fremden Staatsbürgerschaft. Hinsichtlich Mehrstaatlichkeit gab es kaum Vorbehalte. Um jedoch widerstreitende Ansprüche zu beseitigen blieb Volljährigen Doppelstaatlern die Möglichkeit durch Erklärung die britische Staatsangehörigkeit abzulegen.
Die Mindestanforderungen für Einbürgerungen blieben wenig verändert:
- fünf Jahre Aufenthalt im Empire, oder für dieses ebensolang im Staatsdienst
- guter Leumund, nachzuweisen durch Charakterreferenzen von vier „respektablen“ Zeugen
- Sprachkenntnisse
- die Absicht, im Reich wohnen zu bleiben

Einbürgerungen erstreckten sich immer auch auf Ehefrauen, da das domicile einer Ehefrau bei dem des Mannes war. Sie hatte vor 1934 kein eigenes Mitspracherecht. Sie wurden jedoch durch die Novelle 1933 etwas besser gestellt. Bei Ausländerheirat trat kein automatischer Verlust der Staatsbürgerschaft mehr ein, falls sonst Staatenlosigkeit eingetreten wäre Minderjährige Kinder waren im Antrag des Vaters mit erfasst. Uneheliche, im Ausland geborene, Kinder wurden nicht ab Geburt Briten, selbst wenn die Mutter ab Geburt Britin war.
Einbürgerungen konnten widerrufen werden (“revocation”), falls sich der Neubürger illoyal gegenüber der Krone zeigte, in den ersten fünf Jahren zu einer Freiheitsstrafe von über einem Jahr verurteilt wurde oder im Kriegsfall mit dem Feind Handel trieb. Diese Regeln wurden 1918 verschärft, z. B. bei 7-jährigem Auslandsaufenthalt oder Geldstrafe über £ 100 oder für Doppelstaatler wenn Britannien gegen jenen Staat Krieg führte. Die Vorschriften blieben im Kern bis 1982 unverändert.
Änderungen
- 1918: Vererbung der Staatsangehörigkeit durch Abstammung bei Auslandsgeburt (“by decent”), nun auch in der zweiten Generation über den Großvater möglich, wenn dieser Brite ab Geburt gewesen war.[36] Letztere Erfordernis wurde 1922 gestrichen, die Möglichkeit der Registrierung im Ausland für Folgegenerationen eingeführt.[37]
- Aliens Restriction (Amendment) Act 1919, und Aliens Order, 1920. Aufenthalts- und Niederlassungsverbote der Bürger ehemaliger Feindstaaten. Die meisten Einschränkungen wurden 1927 aufgehoben, Teile galten bis 1971.
- British Nationality and Status of Aliens Act 1943[38] enthielt vor allem Änderung der Registrierungsbedingungen bei Auslandsgeburten.
- §§ 1–16, 19–26, 27(2) aufgehoben durch das Gesetz 1948.

### Kolonien und Dominions 1870–1948

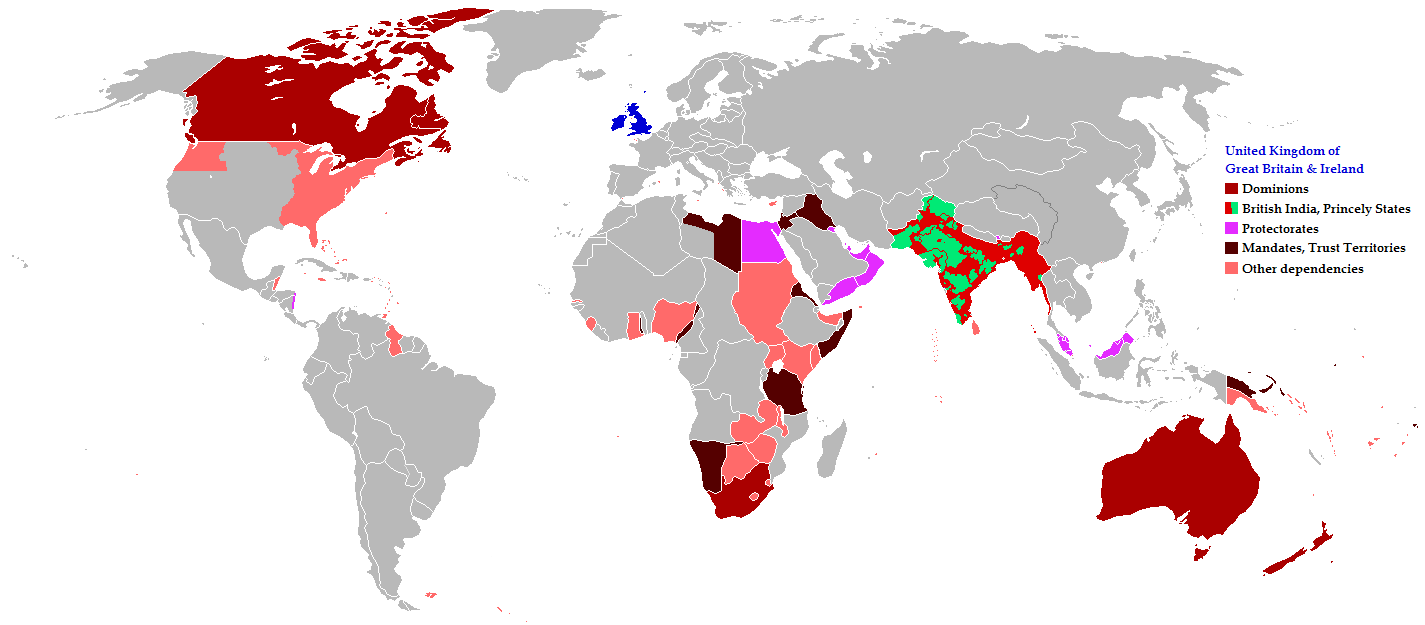
Die territoriale Ansprüche des britischen Empire. Arten der Verwaltung: Hier die Dominions, Kolonien, Protektorate und Mandatsgebiete (ab 1919).

Das Grundprinzip des ius soli galt weiterhin in allen Reichsteilen, weshalb Geburtsurkunden als Nachweisinstrument dienen. Jede im Reich (“His Majesty’s dominions”) geborenen Person, die der Krone “allegiance” schuldete, war ab Geburt Untertan.
Durch die rapide Ausdehnung des Empire während der Viktorianischen Ära kamen etliche Gebiete unter britische Herrschaft, jedoch mit verschiedenstem Status. Entweder als Kronkolonie direkt verwaltet oder als Protektorate meist mit machtlosem, aber nominell weiterregierendem lokalen Herrscher, wie dies u. a. bei den indischen Fürstenstaaten, den Scheichtümern der Persian Gulf Residency oder dem Königreich Tonga der Fall war. Die Untertanen der letztgenannten Gebiete galten als „Schutzgenossen“ (“protected person”), die innerhalb des Empire theoretisch dieselbe Reise- und Ansiedlungsfreiheit wie “Subjects” genossen, aber staatsrechtlich als Ausländer gesehen wurden. Im Ausland hatten sie Anspruch auf konsularischen Schutz. In der Praxis wurde diesen, meist farbigen Eingeborenen durch wirtschaftliche Vorgaben oder Sprachtests die Freizügigkeit eingeschränkt.
Fragen, die sich aus der Staatensukzession ergaben, blieben weiterhin durch Common Law geregelt. Kurz gesagt: Kinder, die von Vätern abstammten, die auf diese Art Untertanen geworden waren, wurden ebensolche. Wann Staatensukzession oder Erwerb eines Gebiets durch die Krone erfolgte, bestimmte man in einer entsprechenden Order in Council. Z. B. blieben die eingeborenen Bewohner des Pachtgebiets Wēihǎiwèi chinesische Untertanen.

In vielen Fällen wurde den (weißen) Betroffenen ein Optionsrecht eingeräumt.
Den weißen Siedlungskolonien wurden, beginnend mit Kanada 1867 bis zur südafrikanischen Union 1910, als Dominions weitgehend selbstverwaltend. Allgemeine Voraussetzung zur Einbürgerung im jeweiligen Dominion (aber nicht zwangsläufig als “British subject”) war meist fünf Jahre Aufenthalt im Empire während der letzten acht sowie ein bis zwei Jahre domicile im jeweiligen Gebiet.
Gesetze der Dominions, die ein eigenes Bürgerrecht (“nationality”) schufen, parallel zum Status des “British subjects”, waren:
- Kanada:[44] Immigration Act, 1910,[45] Naturalization Act, 1914[46] und Canadian Nationals Act, 1921[47]
- in Südafrika die Gesetze 1904/10, 1927 und 1931
- Australien Nationality Act 1920[48]
  - Vorläufer waren New South Wales Denization Acts, 1828 (№ 6, 9 Geo. IV) und 1898. Hier konnte der Gouverneur eine, nur für seine Kolonie gültige, Denization aussprechen.
- Australien und Neuseeland gestatteten ebenfalls 1933 die Mitsprache von verheirateten Frauen weitergehender als im Mutterland.
- Britisch-Indien für Nicht-Briten, Indian Naturalization Act 1926[49] (Vorläufer von 1852, geändert 1914 und 1919).

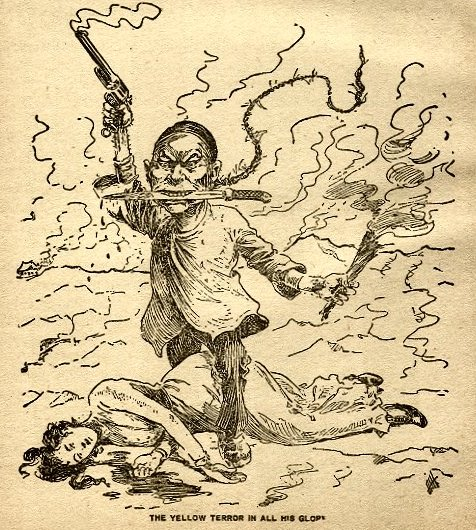
Angesichts der wandernden Menschenmassen wurde man sich Ende des 19. Jahrhunderts der gelben Gefahr bewusst. Mehrere Dominions erließen diskriminierende Zuwanderungsgesetze.

Hierbei ist anzumerken, dass einzelne Kolonien jegliche Zuwanderung gewisser Bevölkerungsgruppen aus rassischen Gründen verboten, so dass naturgemäß kein Staatsbürgerschafterwerb stattfinden konnte. Am wichtigsten hierbei waren die 1904 vereinheitlichten Passgesetze in Südafrika gerichtet vor allem gegen Inder, die White Australia Policy durch die Chinesen seit den 1890ern bis 1973 ausgeschlossen wurden. Ebenso wirkte der kanadische Chinese Exclusion Act, der 1923–47 in Kraft war. Auch britischen Untertanen vom indischen Subkontinent wurde dort die Einreise verweigert.
Aus den durch den im Vertrag von Versailles als B- und C-Mandate unter britische Kontrolle gekommenen ehemals deutschen Kolonien, wurden, mit Ausnahme Südwestafrikas, alle Deutschen vertrieben. Die eingeborenen Bewohner wurden als “protected persons” behandelt. Die Eingeborenen des Kondominium Neue Hebriden blieben bis 1980 staatenlos.
Durch das Statut von Westminster 1931 haben die Dominions ein weitergehendes Selbstverwaltungsrecht erhalten. Viele rechtliche Rahmenbedingungen blieben jedoch in einem “common code” erhalten. Dadurch, dass man nun nicht mehr von einer einheitlichen, einzigen British Crown, sondern von mehreren, das jeweilige Dominion abdeckenden Krone ausging wurde staatsrechtlich die Grundlage einer Unabhängigkeit und somit eigenen Staatsbürgerschaften geschaffen. Ein Ergebnis der im Frühjahr 1947 abgehaltenen Commonwealth-Konferenz war es, den Dominions eine Neuregelung ihres Rechts zu empfehlen.

### British Nationality Act 1948
Siehe Hauptartikel: British Nationality Act 1948
Der British Nationality Act von 1948 erlaubte den nun selbstständigen Dominions eigene Staatsbürgerschaften. Diese Bürger blieben jedoch British subjects. Den synonymen Begriff Commonwealth Citizen (CUKC, zugleich “common status”) führte man ein, um Sensibilitäten der Regierungen des Subkontinents Rechnung zu tragen.
Wer in einer Kolonie nur nach lokalem Recht eingebürgert worden war, eine Praxis die seit der Zwischenkriegszeit immer seltener vorkam, wurde nun automatisch CUKC.
Erwerbsgründe blieben weiterhin die Geburt im Inland, also dem Vereinigten Königreich, Isle of Man, Kanalinseln und Kronkolonien. Die Vererbung durch Abstammung im Ausland blieb wieder auf die erste Generation beschränkt und unter Voraussetzung der Vater war Brite ab Geburt. Eine Anmeldung beim zuständigen Konsulat war nötig, Ehelichkeit Voraussetzung. Nachfolgende Generationen hatten ihre Staatsbürgerschaft durch Abstammung in Form einer Registrierung anzumelden.
Ein weiterer Schritt zur Gleichberechtigung war die neue Regel, dass Frauen bei Ausländerheirat ihre britische Staatsbürgerschaft nicht mehr verloren, auch dann nicht wenn sie dadurch (zugleich) die ihres Ehemannes erhielten. Frauen, bei denen aufgrund älterer Gesetze Verlust eingetreten war, galten ab Inkrafttreten des Gesetzes automatisch wieder als Britinnen.

Ebenso aufgehoben wurde für einheiratende Ausländerinnen die automatische Einbürgerung. Sie erhielten nun nur noch einen Rechtsanspruch auf Erwerb der Staatsbürgerschaft durch Registrierung.
Vaterschaftsanerkennung hatte nun zur Folge, dass solche Kinder ebenfalls Briten wurden. Seit 1950 galt dies auch bei Adoptionen.
Seit 1964 gelten in Großbritannien gefundene Findelkinder als Briten ab Geburt.
Die Vorschriften hinsichtlich der Einbürgerung und Aufgabe blieben im Kern unverändert. Die Wartefrist zur Einbürgerung lag bei fünf Jahren Aufenthalt oder Staatsdienst innerhalb der letzten acht, davon die letzten zwölf Monate ununterbrochen. Hinsichtlich der Wartezeiten konnte nun auch der Aufenthalt in einem Mandatsgebiet anerkannt werden. Verheiratete Frauen durften nun auch ohne ihre Männer die Einbürgerung beantragen.
Der automatische Verlustgrund bei Annahme einer fremden Staatsbürgerschaft wurde abgeschafft, stattdessen war nun eine ausdrückliche Verzichtserklärung (“renunciation”) notwendig. (Letzteres galt nicht bei Erwerb der Staatsangehörigkeit eines neu unabhängigen Staates des ehem. Empire. Hier gab es Vorschriften bzgl. “exceptions to loss.”)
Die Aberkennung (“deprivation”) der Einbürgerung, als Ermessensentscheidung des Ministers, war unter denselben Bedingungen wie im Vorgängergesetz möglich, konnte nun aber auch auf Personen, die Brite durch Registrierung geworden waren angewendet werden.
Dominions bzw. Commonwealth-Länder
Im §1 des Gesetzes 1948 war noch bestimmt worden, dass alle, die die Staatsangehörigkeit eines Dominions innehaben allein dadurch auch britische Untertanen (CUKC) sind.
Prinzipiell genossen alle CUKCs weiterhin im Vereinigten Königreich Niederlassungsfreiheit.

### Commonwealth Immigrants Act 1962
Das Einwanderungsgesetz 1962 beendete die Vorstellung das Empire sei ein ungeteiltes Reich. Man unterwarf nun all diejenigen britischen Untertanen (CUKCs) der Einwanderungskontrolle, die keine „direkte Verbindung“ zum Vereinigten Königreich (z. B. in Form eines dort ausgestellten Passes oder Vorfahren) hatten. D. h. man schloss hunderte Millionen Bürger von der freien Einreise aus.
Beim Erlass spielten rassistische Gründe eine tragende Rolle. Seit 1955 waren tausende CUKCs von den Karibikinseln, die sogenannte Windrush-Generation, Bewohner des indischen Subkontinents, aber auch tausende Bewohner der ländlichen Regionen Hongkongs zur Arbeitsaufnahme in Großbritannien angekommen.
Betrieben wurde die Gesetzesreform durch den Monday Club, einem Sammelbecken Politiker der konservativen Partei, die damals mit Harold Macmillan den Premierminister stellte. Die vom nordirischen, konservativen Politiker Enoch Powell seit 1955 vertretene, offen rassistische Anti-Einwanderungsposition prägt bis heute die Einstellung der weißen Bevölkerungsmehrheit im Lande. führte zur weiteren Verschärfung, in Form des:

### Commonwealth Immigrations Act 1968
Diese in drei Tagen durch das Parlament gepeitschte Gesetz beschränkte das automatische Einreiserecht von CUKCs auf diejenigen, die im Vereinigten Königreich geboren waren, oder mindestens einen Eltern- bzw. Großelternteil hatten, der diese Bedingung erfüllte. Zu den Ausgeschlossenen gehörten nun auch die Bewohner der noch kolonialisierten Karibikinseln.
Gerichtet war das Gesetz jedoch primär gegen die Opfer der Afrikanisierung in den ehemals ostafrikanischen Kolonien. Hierdurch verhinderte man zunächst den weiteren Zuzug von Indischstämmigen, die aus Ostafrika gewaltsam vertrieben wurden. Dort hatten etliche Indischstämmige bei Unabhängigkeit (1962/3) gegen die jeweilige neue Staatsangehörigkeit optiert, da man ihnen zugesichert hatte, sie würden als CUKCs weiterhin volle Rechte als Briten behalten.
Neu eingeführt wurde das Konzept des “partial migrant” für Personen, die fünf Jahre im Lande lebten und somit die Wartefrist für Einbürgerungen erfüllt hätten.

### Immigration Act 1971
Im Rahmen des anstehenden EG-Beitritts wurde eine Neuordnung bestehenden Rechts nötig. Zum 1. Januar 1973 machte man alle Commonwealth Citizens zu gewöhnlichen Ausländern. Diejenigen CUKS, die eine Verbindung zum Vereinigten Königreich hatten (“patriality”), erhielten nun ein unwiderrufliches Daueraufenthaltsrecht (“right of abode,” ROA). Wann das Home Office das ROA widerrufen durfte war nun in den Gesetzestext aufgenommen, während zuvor Entziehungen und Widerrufe von Einbürgerungen gewohnheitsrechtlich geregelt waren.

### British Nationality Act 1981
Nach dem Beitritt Großbritanniens zur EG im Jahre 1973 ergab sich erneut die Notwendigkeit, die Staatsangehörigkeit schärfer zu fassen. Bereits 1977 begannen Diskussionen. Dies erfolgte mit dem British Nationality Act von 1981 (BNA). Er trat in Kraft am 1. Januar 1983. Man teilte die CUKCs in drei neue Kategorien auf: British Citizen (Bewohner des Mutterlandes), British Dependent Territories Citizen (Bewohner der abhängigen Gebiete) und British Subjects without Citizenship (alle Inhaber des Citizenship of the United Kingdom and Colonies, die nicht in die ersten beiden Kategorien fielen). Die vor der Einführung des Gesetzes von der Politik vorgebrachten Argumente entsprechen genau Michel Foucaults Konzept eines Staatsrassismus, wie er ihn in Society Must Be Defended 1975/6 dargelegt hatte.
British Citizen ist heute die Staatsangehörigkeit des Vereinigten Königreichs im engeren Sinne. Nur diese Personen haben ein Recht auf Einreise und dauernden Aufenthalt dort (engl. right of abode). Letzteres als Naturrecht eines Bürgers ist bis heute von der Regierung nur zähneknirschend akzeptiert.
Alle vor Inkrafttreten des Gesetzes im Vereinigten Königreich geborenen CUKCs wurden British Citizen. Ius soli als Grundprinzip des Erwerbs der Staatsangehörigkeit hat seitdem ausgedient, da durch die nun erforderliche Bindung des Vaters bzw. der Eltern das Abstammungsprinzip dominiert. Brite ab Geburt ist, wer im Inland geboren wurde und einen Elternteil hat, der zum Zeitpunkt der Geburt entweder Brite oder dauerhaft in Großbritannien ansässig (settled) war. Neu war, dass dies auch für uneheliche Kinder gilt, die nach dem Stichtag geboren sind.
Einbürgerungen wurden, sofern die Mindestaufenthaltsdauer von fünf Jahren erfüllt war und im Strafregister keine neueren Einträge vorlagen vergleichsweise problemlos erteilt. Allerdings waren ab 1983 hinreichende Sprachkenntnisse auch Bedingung.

Mit Wirkung ab 1. Juli 2023 wird der „gute Charakter“ dahingehend definiert, dass Antragsteller niemals irgendwo zu mehr als einem Jahr Haft verurteilt worden sind.
In Großbritannien geborene Kinder von Ausländern, welche die allgemeinen Voraussetzungen nicht erfüllen, können eingebürgert werden, wenn sie bis zum 10. Lebensjahr in Großbritannien gelebt haben oder ihre Eltern nach ihrer Geburt eingebürgert wurden oder die Ansiedlungserlaubnis erhalten haben. Für vor dem 1. Januar 1983 in Großbritannien geborene Personen gilt ein uneingeschränktes ius soli, sie sind automatisch britische Staatsbürger. Bei Kindern von britischen Staatsbürgern im Ausland kann eine Registrierung als Brite erfolgen. Die zwingende Anmeldung beim Konsulat ist nicht mehr erforderlich.
Neu in den Kreis der Voll-Briten aufgenommen wurden die Bewohner Gibraltars, für die es seit 1816 den offiziellen Status eines Gibraltarian gegeben hatte.

### Status überseeischer Gebiete
Bei den umdefinierten oder neu geschaffenen Arten britischer Staatsbürgerschaft ging es primär darum, die in den Kolonien lebenden Betroffenen, nun zusammenfassend als “British nationals” bezeichnet, weiter auszugrenzen und von der Zuwanderung ins Mutterland abzuhalten.
Um die meisten Bewohner der verbliebenen überseeischen Besitzungen vom Wohnrecht in Großbritannien auszuschließen, schuf man für CUKCs ohne “right of abode,” den Status des:
British Dependent Territories Citizen
Den Status eines BDTC erhielten u. a. die Einwohner der weiterhin als Kolonien verwalteten Karibikinseln. Die meisten dieser Inseln schufen zusätzlich einen “belonger status,” der nur dort ein Daueraufenthaltsrecht garantiert.
Hierunter fielen anfangs auch die Bewohner der Falkland-Inseln, die jedoch nach dem Falklandkrieg aus politischen Gründen zu britischen Vollbürgern gemacht wurden. Auch den Bewohnern St. Helenas war das Aufenthaltsrecht aberkannt worden, sie erhielten es 2002 wieder.
Gesetzesänderung 2002: Durch den Nationality, Immigration and Asylum Act 2002 wurden fast alle BDTC zu britischen Vollbürgern, bzw. man gab ihnen den Rechtsanspruch sich als solche registrieren zu lassen. Ebenso eingeschlossen waren die Chagossianer (“Ilois”), die 1968 zwangsweise nach Mauritius umgesiedelten Bewohner des British Indian Ocean Territory. Den Status der Verbliebenen benannte man um in British Overseas Territories citizen.
Neudefinition British Overseas citizen und “British Subject”
Für Personen, die zwar eine Verbindung zu einer ehemaligen Kolonie hatten, zugleich aber keine enge Bindung an das eigentliche Vereinigte Königreich erfand man den Status eines British Overseas citizen (BOC). Dies betraf etwa 1,5 Millionen Menschen, von denen aber rund 1,3 Millionen einen Anspruch auf eine weitere Staatsangehörigkeit hatten. Ein Teil von ihnen durfte schon seit 1968 im Rahmen einer jährlichen Quote (”special quota voucher scheme”) einreisen – die Wartefrist war durchschnittlich fünf Jahre. Die restlichen 200.000 sind effektiv staatenlos, da sie trotz britischem Pass nirgendwo Heimatrecht haben und sie bei Einreise nach Großbritannien ausländerrechtlichen Beschränkungen unterliegen. Seit 2002 können sie sich, wenn sie keinen Anspruch auf eine andere Staatsbürgerschaft haben, sich als British Citizen registrieren lassen, wovon bald rund 35.000 Gebrauch machten. 2018 schätzte das Home Office, dass nur noch ein- bis zweitausend BOC nur diesen Status besitzen.
Weitere, zwischen 1948 und 1981 durch alle Netze neuer Staatsangehörigkeitsgesetze Gefallene, nannte man nun “British Subjects.” Dieser Status kann seit 1983 so gut wie nicht mehr neu erworben werden. Nur 36 Personen erhielten ihn zwischen 1983 und 1991, seitdem niemand mehr. Er wird auch nur in Ausnahmefällen an Kinder weitergegeben. Alle Verbliebenen haben seit 2002 einen Anspruch sich als British Citizen registrieren zu lassen. Anfang 2020 gab es noch 32.400 Personen mit entsprechendem Status, nur 795 waren ohne “right of abode.” Letztere sind effektiv staatenlos.
Staatenlose
Staatenlose, die im Vereinigten Königreich leben und seit dem 1. Januar 1983 im Ausland (aber keinem British Overseas Territory) geboren wurden, können sich als Citizen registrieren lassen.
Chinesische Bewohner Hongkongs
Die Gesetzesänderung 1981 sollte vor allem Hongkonger chinesischer Abstammung vom Umzug ins Mutterland abhalten.
Als British National (Overseas) konnten sich ab 1985 bis zur Entkolonialisierung Hongkongs diejenigen Einwohner registrieren lassen, die BDTCs mit Daueraufenthaltsrecht in der Kolonie waren. Seit 1997 konnte der Status BN(O) nicht mehr erworben werden. Durch das British Nationality (Hong Kong) Selection Scheme warb man 1990/1 und 1994, kurz vor „Torschluß“, knapp 50.000 gut Gebildete und Wohlhabende sowie Kolonialbeamte an, um sich als British Citizen registrieren zu lassen.
Am Tage der Rückgabe, dem 1. Juli 1997, wurden alle Dauereinwohner (BDTC) automatisch auch chinesische Bürger für die aber spezielle Reisedokumente ausgestellt werden. Wer sich nicht als BN(O) registriert hatte, aber mangels chinesischer Ethnizität nicht Chinese wurde, war nun BOC. China erkennt doppelte Staatsangehörigkeiten prinzipiell nicht an, so dass der Besitz eines BN(O)-Passes in wenigen Fällen Erleichterungen bei der Reisefreiheit brachte.
Im Jahre 2020 schätzte die britische Regierung, dass von den 7½ Millionen Bewohnern Hongkongs etwa 2,9 Millionen BN(O)-Status hatten. Rund 360.000 gültige Reisepässe waren im Umlauf. Ab 1. Februar 2021 können diese für sich und ihre Familien ein spezielles Einwanderervisum (ohne Anspruch auf Sozialleistungen) für Großbritannien erhalten, das es ihnen ermöglicht nach fünf Jahren zum Vollbürger zu werden. Man erwartet 180.000 Umsiedler bis 2026.
Kanalinseln
In Guernsey ist für Einbürgerungen das Office of the Lieutenant Governor zuständig, die Vorprüfungen erfolgen durch die Guernsey Border Agency. Vorschriften unterscheiden sich nicht von denen des Mutterlandes. Verleihungen erfolgen während einer Zeremonie bei Gericht. Außerdem müssen auch zuziehende Briten bei Gericht den Status “British (Guernsey) citizenship” beantragen, um volle Bürgerrechte zu haben.
Die wenigsten der Gesetzesänderungen zum Staatsangehörigkeitsgesetz 1981 wurden vor 2024 von den States in Jersey übernommen. Dann wurden sie aus Gründen der Rechtssicherheit wortgleich angepasst.

## Staatsangehörigkeitsgesetze des 21. Jahrhunderts
New Labour setzte die unter Margaret Thatcher begonnene Entwicklung fort, Hürden zum Erwerb der Staatsbürgerschaft aufzurichten. Die offiziell ausgedrückte Auffassung, es sei ein Privileg, Brite werden zu dürfen, bezeichneten Kritiker als „Sprechblasenpolitik“.
Das geltende Staatsangehörigkeitsgesetz von 1981 wurde durch mehrere Gesetze geändert:
- Immigration, Nationality and Asylum Act of 2002
- Asylum and Immigration Act of 2004
- Immigration, Nationality and Asylum Act of 2006
- Borders, Citizenship and Immigration Act of 2009
- Immigration Act of 2014
- British Nationality (Regularisation of Past Practice) 2023 bestätigt die britische Staatsangehörigkeit von denjenigen, die zwischen 1983 und 1. Oktober 2000 als Kinder von hier lebenden EU- und EFTA-Bürgern im Lande geboren worden
- Die Registrierung von Iren nach fünf Jahren Aufenthalt wurde 2024 ermöglicht.[77]

Abgesehen von den erwähnten Erleichterungen 2002 brachten alle diese Vorschriften ausländer- und staatsangehörigkeitsrechtliche Verschärfungen. Sie sollten dem politischen Ziel dienen, die „formale“ zu einer „substantiellen Staatsbürgerschaft” aufzuwerten. Auch wurden viele Ausländer von Sozialleistungsansprüchen ausgeschlossen. Bei Behandlungen müssen sie zudem Beiträge zu dem an sich steuerfinanzierten National Health Service zahlen.
Das Geburtsortsprinzip für Kinder ausländischer Eltern wurde dahingehend eingeschränkt, dass nur noch Eltern mit settled-Status qualifiziert sind.
Die kostenpflichtige Staatsbürgerkundeprüfung Life in the UK Test wurde 2002 eingeführt. Zunächst auf Einbürgerungskandidaten beschränkt, müssen seit 2007 schon Antragsteller eines “settled status” die entsprechende Sachkenntnis nachweisen. Hierbei müssen drei Viertel der 24 Fragen richtig beantwortet werden. Die Fragen beziehen sich teilweise auch auf sportliche Themen, z. B. britische olympische Goldmedaillengewinner in den 1960er Jahren. Die bestandene Prüfung gilt zugleich als Nachweis ausreichender Sprachkenntnisse.
Der Illegal Migration Act 2023 bestimmte, dass Personen, die sich ohne “leave to remain” im Lande aufhalten oder seit dem 7. März 2023 unerlaubt eingereist waren prinzipiell nie eingebürgert werden dürfen. Durch die Ausführungsbestimmungen 2024 wurde dem zuständigen Minister ermöglicht in Härtefällen Ausnahmen zu gestatten.

## Einbürgerungen
Die dauerhafte Ansiedlungserlaubnis (“settled status”) wird frühestens nach fünf Jahren erteilt.
Ehepartner können nach drei Jahren die Staatsangehörigkeit erhalten. Allerdings wurde ein “foreign husbands ban,” den es in anderer Form schon vor dem EG-Beitritt gegeben hatte, der aber aus Menschenrechtsgründen abgeschafft werden musste, 2018 wieder eingeführt. Das Mindestalter 21 wurde zwar vom Supreme Court aufgehoben, die 2012 eingeführten Einkommenshürden, die für Zuwanderer aus Schwellen- und Entwicklungsländern nicht zu erfüllen sind, bleiben.
Andere Einbürgerungen erforderten bis 2009 weiterhin eine fünfjährige Aufenthaltsfrist. Die Wartezeit wurde 2009 verlängert. Erforderlich war nun mindestens fünf Jahre als “temporary resident,” gefolgt von mindestens einem Jahr „Probezeit“ als Inhaber eines Daueraufenthaltsrechts, bevor die Einbürgerung beantragt werden kann. Letzter Punkt verursachte zu viel Bürokratie und wurde im Juli 2011 abgeschafft.
Geprüft wird „guter Charakter,“ u. a. müssen Steuern gezahlt sein, es dürfen nun keinerlei Straftaten vorliegen (Strafmündigkeit ist zehn Jahre), und der Antragsteller darf nicht in „notorische Aktivitäten“ verwickelt gewesen sein. Außerdem müssen potenzielle Neubürger ihre Integration in die lokale Gemeinschaft nachweisen, z. B. durch Vereinsmitgliedschaften.
Seit 2004 müssen Neubürger verpflichtend an Einbürgerungszeremonien zur öffentlichen Leistung des Treueeids teilnehmen. Diese sind kostenpflichtig.

## Ausbürgerung
Einbürgerungen können – schon seit 1948 – widerrufen werden, wenn sie durch Falschangaben o. ä. erschlichen wurden.
Die sonstigen Möglichkeiten der Ausbürgerung, also Aberkennung der Staatsbürgerschaft für Eingebürgerte, wurden später stark erweitert. 1973–2002 gab es als zusätzlichen Grund das „Volkswohl“ wenn der Betroffenen dadurch nicht staatenlos würde.
Seit 2002 konnte Eingebürgerten und Registrierten die Staatsbürgerschaft wieder aberkannt werden wenn dies nach Ansicht des Ministers dem Volkswohl (“public good”) diene. Auch gegen solche Entscheidungen des Innenministers sind Widerspruch und gerichtliche Anfechtung nicht gegeben, lediglich zu Verfahrensfragen kann geklagt werden. Ein Widerspruch (“appeal”) hat keine aufschiebende Wirkung.
2014 wurden die Regeln erneut geändert und die Ausbürgerung weiter vereinfacht. Nun kann die Entziehung auch dann erfolgen, wenn der Betroffenen Brite ab Geburt oder Abstammung war; hier gilt jedoch die Beschränkung, dass keine Staatenlosigkeit eintritt. Selbst dieser Vorbehalt ist so eingeschränkt, dass er nicht gilt, wenn nur die Vermutung besteht der Betroffene könne Anspruch auf eine andere Staatsbürgerschaft haben. Für Eingebürgerte gilt der Vorbehalt überhaupt nicht mehr. Diese Änderungen zielten zunächst auf Personen ab, die eine doppelte Staatsbürgerschaft innehaben und wegen „terroristischer“ Aktivitäten mutmaßlich eine Gefahr für das Vereinigte Königreich darstellen. Später wurde die Regelung weiter gefasst und auch auf organisiertes Verbrechen, Schwerverbrechen ausgeweitet. Eine gerichtliche Verurteilung des Betroffenen ist nicht nötig, es genügt, dass man im Ministerium der Ansicht ist, dass das Verhalten des Bürgers gegen die berechtigten Interessen des Landes sei (“conduct prejudicial to the vital interests of the UK”).
Seit 2015 kann das Ministerium in Verdachtsfällen, sobald Grund zur Annahme besteht, dass Briten sich im Ausland an terroristischen Aktivitäten beteiligt haben, gegen diese eine zweijährige Ausweisungsverfügung verhängen. Während der Dauer der Verfügung ist der britische Pass der Betroffenen ungültig.

## Statistik
In der ersten Hälfte des 19. Jahrhunderts war die Zahl der Eingebürgerten (“denization” und “naturalization”) allein schon wegen der Umständlichkeit des Verfahrens gering: 1801–10: 215, 1811–20: 62, 1821–30: 91, 1831–40: 167. Die Zahlen stiegen mit dem Übergang der Zuständigkeit an das Home Office. 1841–50: 1356, 1851–60: 2209, 1861–70: 3232. Demgegenüber gab es gem. Volkszählungsdaten an Ausländern: 1801: 22140 (0,2 %), 1811: 19040 (0,15 %), 1841: 39244 (0,25 %), 1851: 50289 (0,28 %), 1861: 84090 (0,42 %), 1871: 100638 (0,44 %).
Bei Inkrafttreten British Nationality Act 1981 im Jahre 1983 schätzte man die Zahl der Personen in den einzelnen Kategorien folgendermaßen:
- British citizens: 57 Millionen
- BDTC: 3 Millionen, davon rund 2½ in Hongkong. Letztere konnten sich als BN(O) registrieren lassen.
- BOC: ca. 1½ Millionen, von denen 1,3 Mio. Anspruch auf eine andere Staatsbürgerschaft hatten. Unter den 150.000–200.000 BOC ohne andere Staatsbürgerschaft lebten gut 130.000 in Malaysia. 1983–2000 wurden 1062 im UK als Citizens eingebürgert.
- British Subjects: Etwa ½ Mio., davon 400.000 Tamilen in Sri Lanka. (Diese konnten 1988 oder 2007 dort Bürger werden,[92] sofern sie nicht vor dem Bürgerkrieg als Kontingentflüchtlinge nach Indien gingen.) Der große Rest waren 140.000 Iren, die sich nach 1948 für diesen Status angemeldet hatten, es wurde davon ausgegangen, dass viele zwischenzeitlich verstorben waren.
- Protected persons (BPP) gab es 1983 noch etwa 330.000. Fast alle erhielten durch die Unabhängigkeit der Salomonen und Bruneis (1. Jan. 1984) diese Staatsbürgerschaften, so dass 140.000 verblieben.

Von 1914 bis 1971 gab es knapp 200 Aberkennungen erschlichener Einbürgerungen. Von 1983 bis 2009 fand keine einzige Ausbürgerung wegen Falschangaben statt. Dann entzog man 30 kosovarischen Flüchtlingen diese wegen inkorrekter Angabe zur vorherigen Staatsbürgerschaft (albanisch, statt jugoslawisch) die britische wieder. Die erste Aberkennung aus politischen Gründen erfolgte 2003 gegen den schwerbehinderten Abu Hamza al-Masri. Von 2010 bis 2015 entzog man 33 Personen „aus Gründen des Volkswohls“ die Staatsbürgerschaft. Bis 2017 stieg die Zahl solcher Fälle inflationär auf ca. 150, mit weiteren 150 Vorgängen in Arbeit.
Von 2009 bis 2013 fanden jährlich durchschnittlich 195.800 Einbürgerungen statt. Nach der Regelverschärfung waren es nur noch 126000 im Jahr 2015. Ablehnungen wegen mangelndem „guten Charakters“ stiegen, seit dies strenger definiert wurde, von 29 % auf 34 % (2014) an. Genauer aufgeschlüsselte Zahlen seit der Jahrtausendwende werden online veröffentlicht.
Der UNHCR gab an, dass Ende 2019 in Großbritannien 133.094  Flüchtlinge lebten, wobei 61968 Asylanträge noch nicht entschieden waren. 1727 dieser Personen waren in Haft. Im Lande wohnten 161 Staatenlose.
Kosten und Gebühren
Die Gebühren waren immer hoch. Schon ab 1871 verlangte man neben der Antragsgebühr von 2'6d, für die Einbürgerungs-Urkunden £ 1, was, in einer Zeit ohne Inflation, 1880 auf £ 5 erhöht wurde. Das war deutlich mehr als ein Monatslohn eines einfachen Arbeiters.

Die Naturalization Regulations 1943 verdoppelten die genannten Gebühren dann. Austrittserklärungen und Registrierung kosteten 10'. (Der Wert des Pfundes war ggü. 1880 auf ein Fünftel seines Wertes gesunken.) In Britisch-Indien verlangte man 1945 100 Rs. für Einbürgerungen, aber nur 3 Rs. (damals ca. 1 US$) für einheiratende Frauen.
Noch 2003 waren die Gebühren für Einbürgerungen mit £ 85 oder £ 144 moderat. Bald darauf begann man ausländische Antragsteller für alle Arten von Aufenthaltsgenehmigungen auszunehmen, die Antragskosten stiegen auf das Zehnfache.
Die Gebühren 2020 sowohl für die Aufenthaltserlaubnisse, den Settled-Status und die Einbürgerung sind weiterhin im europäischen Vergleich übermäßig und nach Herkunftsland unterschiedlich. Nach Angaben des Home Office entstanden ihm 2016 nur Kosten von £ 166 pro Antrag!